# Phyllis Dalton
Pour les articles homonymes, voir Dalton.
Phyllis (Margaret) Dalton est une costumière britannique née le 16 octobre 1925 à Londres et morte le 9 janvier 2025.

## Biographie

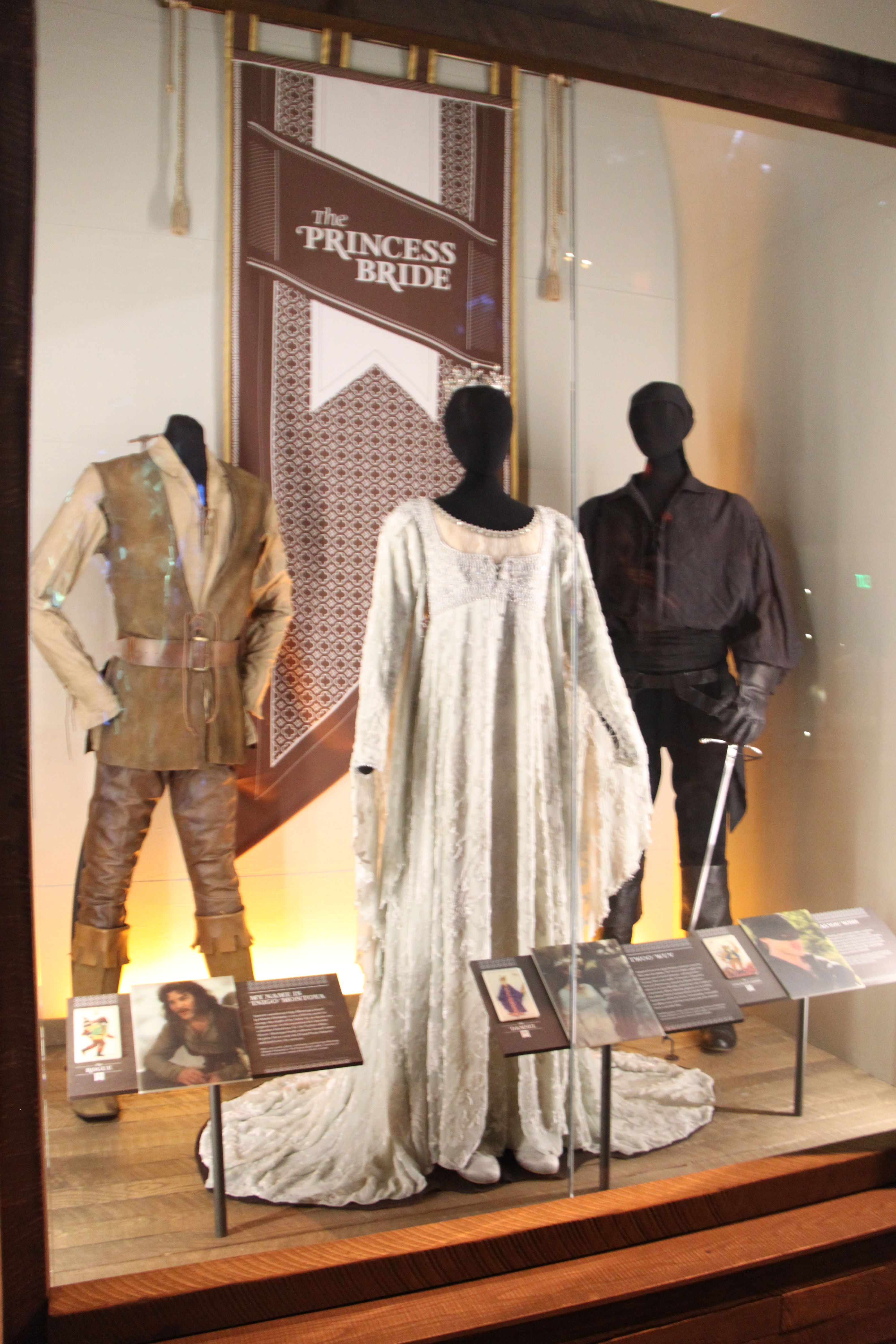
Costumes pour Inigo Montoya, Bouton d'or et Westley dans Princess Bride (1987) au Museum of Pop Culture de Seattle.

Au cinéma, Phyllis Dalton est costumière sur une trentaine de films (britanniques, américains ou coproductions), le premier sorti en 1950. Le dernier est Beaucoup de bruit pour rien de Kenneth Branagh (avec Kenneth Branagh et Emma Thompson), sorti en 1993.
Parmi ses autres films notables, citons Une île au soleil de Robert Rossen (1957, avec James Mason et Joan Fontaine), Lord Jim de Richard Brooks (1965, avec Peter O'Toole dans le rôle-titre), Oliver ! de Carol Reed (1968, avec Ron Moody et Shani Wallis), Le Message de Moustapha Akkad (1976, avec Anthony Quinn et Irène Papas en version anglaise), ou encore Princess Bride de Rob Reiner (1987, avec Cary Elwes et Robin Wright).
Pour la télévision, elle contribue à une série (1982) et à six téléfilms (1982-1990).
Au cours de sa carrière, Phyllis Dalton gagne deux Oscars de la meilleure création de costumes, pour Le Docteur Jivago de David Lean (1965, avec Omar Sharif et Julie Christie), puis pour Henry V de Kenneth Branagh (1989, avec le réalisateur dans le rôle-titre), ainsi qu'un British Academy Film Award des meilleurs costumes, pour La Méprise d'Alan Bridges (1973, avec Lyndon Brook et Sarah Miles), entre autres distinctions — voir détails ci-dessous —.

## Filmographie partielle

### Au cinéma
- 1950 : Your Witness de Robert Montgomery
- 1951 : L'enquête est close (Circle of Danger) de Jacques Tourneur
- 1953 : Échec au roi (Rob Roy, the Highland Rogue) d'Harold French
- 1955 : Plus on est de fous (One Good Turn) de John Paddy Carstairs
- 1955 : Passage Home de Roy Ward Baker
- 1956 : Zarak le valeureux (Zarak) de Terence Young
- 1957 : Une île au soleil (Island in the Sun) de Robert Rossen
- 1958 : Agent secret S.Z. (Carve Her Name with Pride) de Lewis Gilbert
- 1959 : Notre agent à La Havane (Our Man in Havana) de Carol Reed
- 1959 : John Paul Jones, maître des mers (John Paul Jones) de John Farrow
- 1960 : Le Monde de Suzie Wong (The World of Suzie Wong) de Richard Quine
- 1961 : Les Pirates de la nuit (Fury at Smuggler's Bay) de John Gilling
- 1962 : Lawrence d'Arabie (Lawrence of Arabia) de David Lean
- 1965 : Lord Jim de Richard Brooks
- 1965 : Le Docteur Jivago (Doctor Zhivago) de David Lean
- 1968 : Oliver ! (Oliver!) de Carol Reed
- 1970 : Fragment of Fear de Richard C. Sarafian
- 1973 : La Méprise (The Hireling) d'Alan Bridges
- 1976 : Le Message (Mohammad, Messenger of God - الرسالة) de Moustapha Akkad
- 1976 : Le Voyage des damnés (Voyage of the Damned) de Stuart Rosenberg
- 1978 : Les Enfants de la rivière (The Water Babies) de Lionel Jeffries
- 1978 : L'Empire du Grec (The Greek Tycoon) de J. Lee Thompson
- 1979 : Un cosmonaute chez le roi Arthur (The Spaceman and King Arthur) de Russ Mayberry
- 1979 : L'Étalon de guerre (Eagle's Wing) d'Anthony Harvey
- 1980 : Le miroir se brisa (The Mirror Crack'd) de Guy Hamilton
- 1980 : La Malédiction de la vallée des rois (The Awakening) de Mike Newell
- 1984 : Porc royal (A Private Function) de Malcolm Mowbray
- 1987 : Princess Bride de Rob Reiner
- 1988 : Stealing Heaven de Clive Donner
- 1989 : Henry V de Kenneth Branagh
- 1991 : Dead Again de Kenneth Branagh
- 1993 : Beaucoup de bruit pour rien (Much Ado About Nothing) de Kenneth Branagh

### À la télévision
(téléfilms)
- 1982 : Le Mouron rouge (The Scarlet Pimpernel) de Clive Donner
- 1985 : Arthur the King de Clive Donner
- 1986 : Les Caprices du destin (Strong Medicine) de Guy Green
- 1986 : Les Derniers Jours de Patton (The Last Days of Patton) de Delbert Mann
- 1990 : The Plot to Kill Hitler (en) de Lawrence Schiller

## Distinctions

### Récompenses
- British Academy Film Award des meilleurs costumes :
  - BAFTA 1974 pour La Méprise
- Oscar de la meilleure création de costumes :
  - Oscars 1966, catégorie couleur, pour Le Docteur Jivago
  - Oscars 1990 pour Henry V
- Primetime Emmy Award des meilleurs costumes pour une mini-série, un téléfilm ou un programme spécial :
  - 1983 pour Le Mouron rouge
- Saturn Award des meilleurs costumes :
  - 1988 pour Princess Bride

### Nominations
- British Academy Film Award des meilleurs costumes :
  - BAFTA 1969 pour Oliver !
  - BAFTA 1990 pour Henry V
  - BAFTA 1994 pour Beaucoup de bruit pour rien
- Oscar de la meilleure création de costumes :
  - Oscars 1969 pour Oliver